# (1970) Sumeria
(1970) Sumeria (désignation provisoire 1954 ER) est un astéroïde de la ceinture principale, découvert le 12 mars 1954 par Miguel Itzigsohn à l'observatoire de La Plata, en Argentine. 
Il est nommé en hommage à l'ancien royaume mésopotamien de Sumer.